# Robert Pelsser
Robert Pelsser était psychologue et psychothérapeute psychanalytique, né le 7 janvier 1944 à Verviers (Belgique) et décédé le 4 février 1994 à Laval (Canada).

## Biographie
Il a un doctorat en psychologie clinique obtenu à l’université catholique de Louvain et une formation en psychanalyse.
En 1967, il devient enseignant au Canada, puis, il travailla comme psychologue consultant dans divers centres d’accueil pour enfants et adolescents inadaptés. Il a animé des groupes de parents et d’enfants dans le cadre du programme de sensibilisation à la vie familiale  de l’Association canadienne pour la santé mentale. Il a fait de la consultation et de la psychothérapie auprès d’enfants, d’adolescents et de parents, tant en bureau privé qu’en milieu hospitalier. Il a été psychologue expert auprès de plusieurs tribunaux dans des dossiers où des enfants et des adolescents étaient en cause.
Il a eu des charges de cours en psychologie à l’Université du Québec à Montréal (UQAM) et à la faculté de médecine de Montréal.
Il a été président de l’association des psychothérapeutes psychanalytiques du Québec durant deux ans et collabore à la Revue québécoise de psychologie, comme auteur et membre du Comité de lecture.

### Ouvrages
- Manuel de psychopathologie de l'enfant et de l'adolescent, Gaëtan Morin, 1989, 519 p.
- (Collectif) La famille : l'individu-plus-un, avec Claude Brodeur & Gilbert Tarrab, Hommes et Perspectives / G. Vermette, 1990, 306 p.
- (Collectif) Rorschach en clinique et en sélection, avec Gilbert Tarrab, Hommes et Perspectives, 1992, 327 photos.

### Articles
- « La schizophrénie insaisissable », Santé mentale au Québec, vol. 8, n° 1, 1983, p. 90-99.
- « Qu'appelle-t-on symboliser ? Une mise au point », Bulletin de psychologie, Tome 42 (17–18), n°392, 1989, p.714-726.